# لوبو چان
لوبو چان (انگلیسی: Lobo Chan؛ زادهٔ ۱۵ اکتبر ۱۹۶۰) بازیگر و خواننده اپرا اهل بریتانیا است.
از فیلم‌ها یا برنامه‌های تلویزیونی که وی در آن نقش داشته است می‌توان به کینگ کونگ، پیکی بلایندرز و جانی اینگلیش دوباره متولد می‌شود اشاره کرد.